# Nino

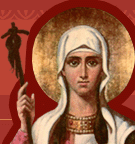
Sfânta Nino, fragment dintr-o icoană

Sfânta Nina (sau Nina, Nona, Cristiana, Crișona; în georgiană წმინდა ნინო; n. ca. 325, probabil în Grecia sau Italia m. ca. 361 în Bodbe, Kaheția, Georgia) a fost cea care a inițiat convertirea georgienilor la creștinism. În Biserica Ortodoxă Georgiană, sfânta Nino este venerată în rândul apostolilor. 

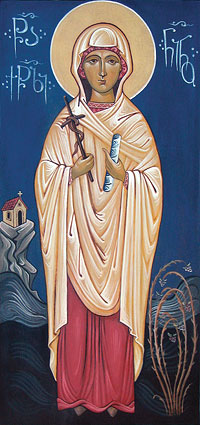
Nino de Cappadocia

## Legenda
Nino a fost o creștină originară din Grecia sau Italia, care ajunsese drept captivă de război în Cappadocia și apoi în Iberia, statul georgian de est în antichitate. În Mtsjeta, capitala Iberiei, ea a devenit celebră ca vindecătoare de boli și cunoscătoare de ierburi. Renumele ei a ajuns la urechile reginei iberice Nana, care a chemat-o în palatul său, în speranța de a se vedea vindecată de o boală grea. Nino a reușit într-adevăr să o vindece pe regină, dar a refuzat răsplata generoasă a regelui Mirian al III-lea, spunând că puterea ei taumaturgică este un dar al lui Dumnezeu. 
O altă legendă este legată de regele Mirian. Se spune că acesta s-ar fi rătăcit în timpul unei vânători și a fost împiedicat de o ceață stranie să-și regăsească drumul spre casă. El i-a chemat atunci în ajutor pe toți zeii cunoscuți în Iberia, dar de-abia atunci când i s-a adresat zeului venerat de Nino a reușit să fie salvat. Ca urmare a acestei experiențe, Mirian a adoptat creștinismul. Conform altor legende, regele s-a convertit după ce fusese el însuși vindecat de către Nino. Mirian a instituit creștinismul ca religie de stat în Iberia în anul 337 (sau, după opinia reprezentată de Biserica Ortodoxă Georgiană, deja în 326). Sfătuit de sfânta Nino, regele a trimis soli la curtea lui Constantin cel Mare și a solicitat prin ei trimiterea de preoți creștini în Iberia. 
Sfânta Nino și-a petrecut sfârșitul vieții ca pustnică în apropierea unei mănăstiri cappadociene. În anul 361 ea s-a îmbolnăvit la întoarcerea dintr-o călătorie în Tușeția, o regiune din estul Georgiei, și a murit în preajma localității Bodbe în regiunea Kaheția. Regele Mirian a întemeiat deasupra mormântului ei în Bodbe o biserică, care a fost ulterior inclusă în mănăstirea Ninotsminda.
Crucea sfintei Nino, încropită de ea însăși din păr și tulpini de viță de vie, este păstrată în catedrala Sioni din Tbilisi.

## Hagiografie
Sfînta Nino este menționată pentru prima oară în Historia Ecclesiastica (X, 11) a lui Tyrannius Rufinus, care aflase de legendă în anul 395 la Ierusalim, de la prințul georgian Bakur. La Rufinus este vorba de o anonimă care înfăptuise minuni și creștinizase Georgia. Numele Nino este transmis de un manuscris georgian scris între anii 960 și 970 în mănăstirea Șatberdi din nord-estul Turciei de azi. Hagiografiile mai târzii au făcut din Nino misionara Armeniei, o rudă a sfântului Gheorghe sau o prințesă romană. 
Fiind patroana statului georgian, sfintei Nino i s-a ridicat în 1994 la Tbilisi un monument creat de sculptorul Zurab Zereteli.
Sfânta Nino a fost adoptată ca patroană și de congregația catolică a "Surorilor Sfintei Cristina", înființată în 1801 de Victoire de Méjanés în Argancy, din 1808 cu sediul în Metz, care se ocupă de educația fetelor și de îngrijirea bolnavilor.

## Sărbătoarea
Sfânta Nino este sărbătorită de bisericile ortodoxe în zilele de 27 octombrie și 14 ianuarie, de biserica romano-catolică în 15 decembrie, de Biserica Armeană-Gregoriană în 29 octombrie.